# Bürg-Vöstenhof
Bürg-Vöstenhof (fino al 2001 Vöstenhof) è un comune austriaco di 181 abitanti nel distretto di Neunkirchen, in Bassa Austria.

## Monumenti e luoghi d'interesse
- Castello di Vöstenhof